# Wólka (Ruciane-Nida)
Wólka (deutsch Dietrichswalde) ist ein Dorf in der polnischen Woiwodschaft Ermland-Masuren. Es gehört zur Gmina Ruciane-Nida (Stadt- und Landgemeinde Rudczanny-, 1938 bis 1945 Niedersee- (-Nieden)) im Powiat Piski (Kreis Johannisburg).

## Geographische Lage
Wólka liegt im südlichen Osten der Woiwodschaft Ermland-Masuren, 28 Kilometer südöstlich der einstiegen Kreisstadt Sensburg (polnisch Mrągowo) bzw. 19 Kilometer nordwestlich der jetzigen Kreismetropole Pisz (deutsch Johannisburg).

## Geschichte
Das kleine vor 1785 Schwignaino, um 1785 Wolcka, um 1818 Wolka, nach 1871 Dittrichswalde und bis 1945 Dietrichswalde genannte Dorf wurde am 8. April 1874 in den neu errichteten Amtsbezirk Breitenheide (polnisch Szeroki Bór) eingegliedert, der zum Kreis Johannisburg gehörte. Bereits am 21. Juli 1875 wurde das Dorf umgegliedert und gehörte seitdem bis 1945 zum Amtsbezirk Ukta (Sitz in Alt Ukta) im Kreis Sensburg im Regierungsbezirk Gumbinnen (ab 1905: Regierungsbezirk Allenstein) in der preußischen Provinz Ostpreußen.
Aufgrund der Bestimmungen des Versailler Vertrags stimmte die Bevölkerung im Abstimmungsgebiet Allenstein, zu dem Dietrichswalde gehörte, am 11. Juli 1920 über die weitere staatliche Zugehörigkeit zu Ostpreußen (und damit zu Deutschland) oder den Anschluss an Polen ab. In Dietrichswalde stimmten 140 Einwohner für den Verbleib bei Ostpreußen, auf Polen entfielen keine Stimmen.
Als 1945 in Kriegsfolge das gesamte südliche Ostpreußen an Polen überstellt wurde, war auch Dietrichswalde davon betroffen. Das Dorf erhielt die polnische Namensform „Wólka“ und ist heute Sitz eines Schulzenamtes (polnisch Sołectwo). Damit gehört es zur Stadt- und Landgemeinde Ruciane-Nida Rudczanny-, 1938 bis 1945 Niedersee-  (-Nieden) im Powiat Piski (Kreis Johannisburg), bis 1998 der Woiwodschaft Suwałki, seither der Woiwodschaft Ermland-Masuren zugeordnet.

### Entwicklung der Einwohnerzahlen
| Jahr | Anzahl | Anmerkungen |
| ---- | ------ | ----------- |
| 1818 | 65     | [ 7 ]       |
| 1838 | 120    | [ 7 ]       |
| 1871 | 167    | [ 7 ]       |
| 1910 | 226    | [ 8 ]       |
| 1933 | 249    | [ 9 ]       |
| 1939 | 196    | [ 9 ]       |
| 2011 | 94     | [ 10 ]      |

## Kirche
Vor 1945 war Dietrichswalde in die evangelische Kirche Alt Ukta und seit 1920 in deren Filialgemeinde Rudczanny in der Kirchenprovinz Ostpreußen der Kirche der Altpreußischen Union bzw. in die römisch-katholische Kirche Johannisburg im Bistum Ermland eingepfarrt.
Heute gehört Wólka katholischerseits zur Pfarrei Ruciane-Nida bzw. Ukta im Bistum Ełk der Römisch-katholischen Kirche in Polen. Die evangelischen Einwohner halten sich zur Pfarrei Mikołajki (Nikolaiken), die im nahegelegenen Ukta (Alt Ukta) eine Filialkirche unterhält und zur Diözese Masuren der Evangelisch-Augsburgischen Kirche in Polen gehört.

## Verkehr
Wólka liegt an einer Nebenstraße, die die Landesstraße 58 und die Woiwodschaftsstraße 610 verbindet und über Osiniak-Piotrowo (Fedorwalde-Peterhain) nach Borek führt. Die nächste Bahnstation ist Ruciane-Nida an der Bahnstrecke Olsztyn–Ełk (deutsch Allenstein–Lyck).